# オリガ・エゴロワ
オリガ・ニコライェヴナ・エゴロワ（Ольга Николаевна Егорова、英語: Olga Nikolayevna Yegorova、1972年3月28日 - ）は、ロシア連邦チュヴァシ共和国ノヴォチェボクサルスク出身の中・長距離走を専門とする陸上競技選手。
初めて出場した国際大会はブルガリア・プロヴディフで開催された1990年の世界ジュニア陸上競技選手権大会であり、1500mで9位に入賞した。この時、後に1500mの世界記録を樹立する曲雲霞に勝利している。シドニーオリンピックでは5000mに出場した。5000mでは2度世界一に輝いているが、その後はより短い距離に専念し、主に1500mに出場している。1500mでは、アテネオリンピックで11位、2005年世界陸上競技選手権大会で準優勝している。
2001年にはIAAFゴールデンリーグで100万ドルのジャックポット獲得者となったが、同年ドーピング検査の結果エリスロポエチン（EPO）の陽性反応が出た。この時は競技仲間からの異議申し立てにより、同年の世界選手権出場を認められた。尿検査ではEPOの陽性反応が出たものの、フランスの機関が実施した血液検査では陰性であったため、エゴロワは資格停止処分を免れた。
北京オリンピックでは7人の陸上競技ロシア代表選手がドーピング違反となったが、エゴロワはその1人であった。2008年10月20日、他の6人の違反者とともにエゴロワは2年間の出場停止処分を言い渡された。

## 主な成績
| 年   | 大会               | 開催地                  | 順位 | 種目  |
| ---- | ------------------ | ----------------------- | ---- | ----- |
| 2001 | 世界室内選手権     | ポルトガル リスボン     | 1位  | 3000m |
| 2001 | 世界選手権         | カナダ エドモントン     | 1位  | 5000m |
| 2002 | IAAFワールドカップ | スペイン マドリード     | 1位  | 5000m |
| 2005 | 世界選手権         | フィンランド ヘルシンキ | 2位  | 1500m |

## 自己ベスト
- 1500m - 3分59秒47（2005年）
- 1マイル - 4分20秒10（2007年）
- 3000m - 8分23秒26（2001年）
- 5000m - 14分29秒32（2001年）